# Slovenský válečný vítězný kříž
Slovenský válečný vítězný kříž (slovensky Slovenský vojenný víťazný kríž) bylo vojenské vyznamenání Slovenského státu v letech 1939 až 1945. Bylo zřízeno 11. září 1939, v době německého útoku na Polsko, kterého se účastnila i slovenská armáda.

## Udělené kříže
Celkem bylo uděleno 3 769 slovenských válečných vítězných křížů, z toho 437 příslušníkům německých ozbrojených sil a 142 příslušníkům rumunských ozbrojených sil. 14. března 1944, v den pátého výročí vzniku Slovenského státu, byl slovenský válečný kříž udělen všem příslušníkům slovenských ozbrojených sil, kteří k tomuto datu sloužili v těchto silách nejméně čtyři roky.

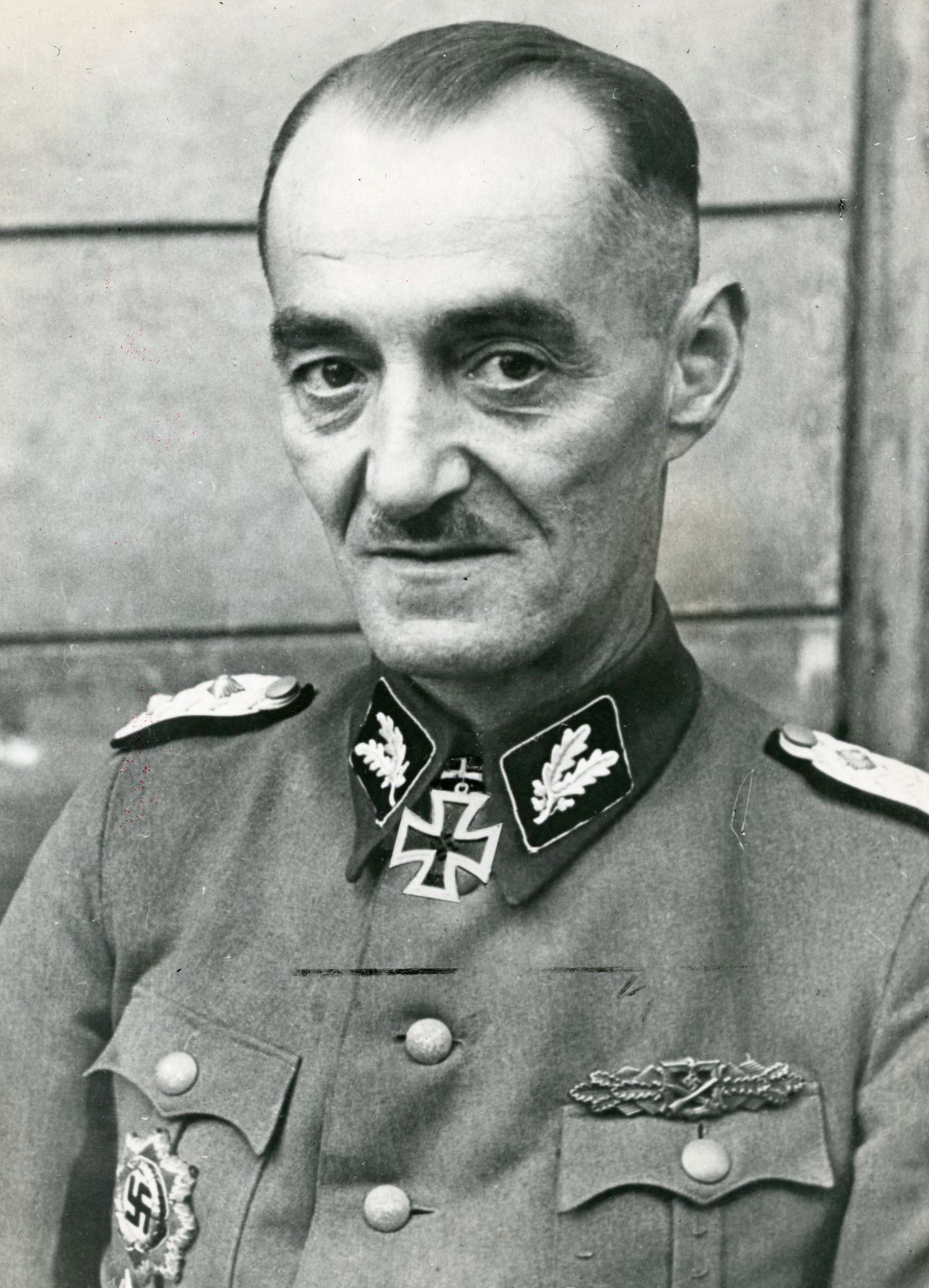
Oskar Dirlewanger, nositel Slovenského válečného vítězného kříže

Mezi nositele slovenského válečného vítězného kříže patří Oskar Dirlewanger, Hermann Höfle a Karl Hermann Frank.

## Struktura řádu
Slovenský válečný vítězný kříž byl do června 1941 udělován jako:
- kříž III. třídy
- kříž II. třídy
- kříž I. třídy
- kříž I. třídy s hvězdou

Po červnu 1941 byl slovenský válečný vítězný kříž udělován jako (od nejnižšího):
- kříž VII. třídy
- kříž VI. třídy
- kříž V. třídy
- kříž IV. třídy
- kříž III. třídy
- kříž II. třídy
- kříž I. třídy
- velký kříž

Ve všech těchto osmi podobách byl kříž udělován s meči, nebo bez nich.